# Lomgölen (Kvillinge socken, Östergötland, 650518-151429)
Lomgölen är en sjö i Norrköpings kommun i Östergötland och ingår i Motala ströms huvudavrinningsområde.